# سوبیبور (استان لوبلین)
سوبیبور (به لهستانی:  Sobibór) یک منطقهٔ مسکونی در لهستان است که در گمینا وووداوا واقع شده‌است.